# نتروحلزونية بحرية
نتروحلزونية بحرية (بالإنجليزية: Nitrospira marina)‏ هي نوع بكتيريا من جنس نتروحلزونية.